# Порог (Иркутская область)
Порог — село в Нижнеудинском районе Иркутской области. Расположен на левом береге реки Уды.

## География
Летом в село возможно попасть на транспорте только через город Нижнеудинск. От города 47 км по тракту вверх русла реки Уда. Зимой по ледовой переправе через реку Уда со стороны п. Шумский либо со стороны г. Тулун через населенные пункты Будагово, Иргей, Виленск, Катарбей, Унгудул, Орик, Кургат, Катын, Пушкинский, Привольное. С 2020 года запущен пешеходный мост через реку Уда соединяющий д. Привольное и участок Пушкинский с селом Порог.

## Население
По данным Всероссийской переписи населения 2021 года население НП составило 315 человек

## Власть
Село в административном плане относится к Порогскому муниципальному образованию Нижнеудинского района
Иркутской области.